# Dunia Susi
Dunia Susi est une footballeuse internationale anglaise née le 10 août 1988 à Enfield. Actuellement sans club, elle joue au poste de défenseur, de milieu, ou d'attaquant.

## Carrière
Avec l'équipe nationale elle participe à la Coupe du monde 2011 et aux Jeux olympiques d'été de 2012.
Le 30 janvier 2014 elle rejoint Notts County Ladies.